# Deutsche Haiku-Gesellschaft
Die Deutsche Haiku-Gesellschaft ist eine literarische Gesellschaft, die Autoren vereint, die sich klassischen Formen der japanischen Poesie wie Haiku, Tanka und Haibun widmen.

## Geschichte und Wirken
Die Deutsche Haiku-Gesellschaft wurde 1988 auf Initiative des Schriftstellers Carl Heinz Kurz in der Rechtsform eines eingetragenen Vereins gegründet. Ihm zur Seite stand bei der Gründung die Autorin Margret Buerschaper, die zur ersten Präsidentin der Gesellschaft wurde. Die Gesellschaft hat nach Carl Heinz Kurz den Auftrag, „das Haiku zu erforschen und seinen lyrischen Charakter aus der Tradition Japans in die Kultur- und Lebenssphäre der Menschen des Abendlandes, insbesondere des deutschen Sprachraumes zu übertragen. Dabei soll das Haiku als eigenständige Form des Gedichtes in der deutschen Lyrik heimisch gemacht und gepflegt werden.“
Die Gesellschaft vereint Mitglieder aus dem deutschsprachigen Raum, den Niederlanden, Frankreich, den Vereinigten Staaten von Amerika und Japan. In Deutschland bestehen Regionalgruppen mit regelmäßigen Treffen in Frankfurt am Main, Sachsen-Anhalt, Magdeburg und in Halle an der Saale.
Die Gesellschaft gibt die Zeitschrift Sommergras mit literarischen Beiträgen und Forschungsberichten sowie weitere Publikationen heraus. Alle zwei Jahre veranstaltet die Deutsche Haiku-Gesellschaft eine Tagung mit Vorträgen, Arbeitskreisen und Lesungen.
Die Deutsche Haiku-Gesellschaft ist Mitglied der Haiku International Association mit Sitz in Tokyo, der Federation of International Poetry Association und der Humboldt-Gesellschaft.

## Publikationen
Die Gesellschaft gibt vierteljährlich die Zeitschrift Sommergras mit literarischen Beiträgen und Forschungsberichten sowie weitere Publikationen heraus.

## Mitglieder
Unter den Mitgliedern der Deutschen Haiku-Gesellschaft finden sich die Autoren Thomas Berger, Mily Dür, Lia Frank, Volker Friebel, Ingrid Gretenkort-Singert, Joachim Grünhagen, Joachim Lehmann, Carola Matthiesen, Erich Pfefferlen. Der Gründer Carl Heinz Kurz definierte als Bedingungen der Mitgliedschaft: „Wir wollen offen sein für Dichter, Gelehrte und Interessenten aus allen Ländern, die mit uns den spannenden Prozess begleiten, der ursprünglichen japanischen Dichtung eine europäische Gestalt zu verleihen. Es ist eine große Bereicherung, dass japanische Freunde wie Yukio Kotani unseren Bemühungen mit Rat und Tat zu Seite stehen. So kann der dichterische Geist der einen Matsuo Bashō und Takarai Kikaku bewegte, auch in Europa zum Wirken gelangen.“